# Aegimia
Aegimia is een geslacht van rechtvleugeligen uit de familie sabelsprinkhanen (Tettigoniidae). De wetenschappelijke naam van dit geslacht is voor het eerst geldig gepubliceerd in 1874 door Stål.

## Soorten
Het geslacht Aegimia omvat de volgende soorten:
- Aegimia catharinensis Piza, 1950
- Aegimia cultrifera Stål, 1874
- Aegimia elongata Rehn, 1903
- Aegimia maculifolia Dias, Rafael & Naskrecki, 2012
- Aegimia venarecta Dias, Rafael & Naskrecki, 2012